# Cryptophagus pubescens
Cryptophagus pubescens é uma espécie de insetos coleópteros polífagos pertencente à família Cryptophagidae.
A autoridade científica da espécie é Sturm, tendo sido descrita no ano de 1845.
Trata-se de uma espécie presente no território português.